# Фомичёв, Константин Никандрович
Константи́н Ника́ндрович Фомичёв (1918, Лещеевка, Сергачский район — 1943, Криворожский район, Днепропетровская область) — сержант Рабоче-крестьянской Красной армии, участник Великой Отечественной войны, Герой Советского Союза (1943).

## Биография
Константин Фомичёв родился в 1918 году в селе Лещеевка (ныне — Сергачский район Нижегородской области). После окончания семи классов школы работал пастухом на родине.
С 1935 года проживал и работал в Москве. В июле 1942 года Фомичёв был призван на службу в Рабоче-крестьянскую Красную армию. С того же года — на фронтах Великой Отечественной войны.
К сентябрю 1943 года сержант Константин Фомичёв командовал отделением мотострелкового батальона 19-й механизированной бригады 1-го механизированного корпуса 37-й армии Степного фронта. Отличился во время битвы за Днепр. 29 сентября 1943 года отделение Фомичёва в числе первых вошло в Кременчуг и активно участвовало в боях на его улицах. В ходе дальнейшего наступления оно переправилось через Днепр в районе села Мишурин Рог Верхнеднепровского района Днепропетровской области Украинской ССР и принял активное участие в боях за захват и удержание плацдарма на его западном берегу. 8 октября 1943 года во время отражения немецкой контратаки к югу от деревни Калужино того же района Фомичёв заменил собой выбывшего из строя командира взвода и два последующих дня успешно руководил подразделением, продержавшись до подхода основных сил.
Указом Президиума Верховного Совета СССР от 20 декабря 1943 года за «отвагу и мужество, проявленные во время форсирования Днепра и в боях за удержание плацдарма», сержант Константин Фомичёв посмертно был удостоен высокого звания Героя Советского Союза. Орден Ленина и медаль «Золотая Звезда» он получить не успел, так как 19 декабря 1943 года получил ранение и после выбытия в госпиталь пропал без вести.
Был также награждён медалью.